# Herrljunga
Herrljunga è una città della Svezia, capoluogo del comune omonimo, nella contea di Västra Götaland. Ha una popolazione di 3.746 abitanti.